# Knox City, Texas
Knox City là một thị trấn thuộc quận Knox, tiểu bang Texas, Hoa Kỳ. Năm 2010, dân số của thị trấn này là 1130 người.

## Dân số
- Dân số năm 2000: 1219 người.
- Dân số năm 2010: 1130 người.